# Zadnia Sieczkowa Turnia
Zadnia Sieczkowa Turnia (ok. 2220 m) – jedna z trzech Sieczkowych Turni we wschodniej grani Świnicy w polskich Tatrach Wysokich. Na południowej stronie od Czarnych Ścian oddzielona jest Zadnią Sieczkową Przełączką (2194 m), na północnej od Skrajnej Sieczkowej Turni (2220 m) oddziela ją Wyżnie Sieczkowe Siodełko (ok. 2215 m).
Nazwy Sieczkowych Turni wprowadził w 2013 r. Władysław Cywiński. Upamiętnił w ten sposób dawnego przewodnika tatrzańskiego – górala Macieja Gąsienicę Sieczkę.
Od zachodniej strony szczyt Zadniej Sieczkowej Turni wznosi się nad Dolinką Kozią i trudno go w grani odróżnić. W najwyższej części opada do tej dolinki stromym, trawiasto-piarżystym stokiem, niżej przechodzącym w ścianę, która z orograficznie lewej strony ograniczona jest urwistym żlebem opadającym z Zadniej Sieczkowej Przełączki. Na wschodnią stronę opada z wierzchołka turni do Dolinki Buczynowej skaliste żebro, również ograniczone żlebem opadającym do tej dolinki z Zadniej Sieczkowej Przełączki.
Przez szczyt Zadniej Sieczkowej Turni nie prowadzi żaden znakowany szlak turystyczny. Natomiast zachodnimi jej stokami, kilkanaście metrów poniżej wierzchołka prowadzi szlak Orlej Perci. Ze szlaku tego można rozpoznać szczyt turni. Przy przejściu w kierunku od Zadniego Granatu na południe szlak turystyczny na Sieczkowej Szczerbie schodzi z grani na jej zachodnią stronę i prowadzi na przełączkę pod Czarnym Mniszkiem. Zadnia Sieczkowa Turnia jest drugim szczytem na tym odcinku
Pierwszymi udokumentowanymi zdobywcami szczytu Zadniej Sieczkowej Turni byli prawdopodobnie ksiądz Eugeniusz Janota i Bronisław Gustawicz wraz z przewodnikiem Maciejem Gąsienica Sieczką (podczas przejścia Granatów).